# Tennis Channel Open 2000
Il Tennis Channel Open 2000 è stato un torneo di tennis giocato sul cemento.
È stata la 13ª edizione del Tennis Channel Open,che fa parte della categoria International Series nell'ambito dell'ATP Tour 2000.
Si è giocato a Scottsdale in Arizona dal 6 marzo all'13 marzo 2000.

## Campioni

### Singolare
Lleyton Hewitt ha battuto in finale  Tim Henman con il punteggio di 6–4, 7–6(2).

### Doppio
Jared Palmer /  Richey Reneberg hanno battuto in finale  Patrick Galbraith /  David Macpherson con il punteggio di 6–3, 7–5.